# Église Saint-Jean-l'Évangéliste de Portobello
Pour les articles homonymes, voir église Saint-Jean-l'Évangéliste.
L’église catholique romaine St-Jean-l'Évangéliste de Portobello est une paroisse catholique située dans le quartier de Portobello à Édimbourg, en Écosse, dans l'archidiocèse de St Andrews et d'Édimbourg. Son église historique est située à la jonction de Brighton Place et de Sandford Gardens. Son école paroissiale, l'école primaire St. John's RC, est située au 18, Duddingston Road.
Depuis 2017, les nombreuses paroisses d'Édimbourg ont été regroupées pour mieux coordonner leurs ressources. Saint Jean l'Évangéliste est l'une des trois paroisses du groupe 2 avec Sainte-Marie-Madeleine et Sainte Thérèse de Lisieux .

## Histoire
L'église a été achevée en 1906. Le bâtiment a été conçu par l'architecte JT Walford. L'orgue a été reconstruit par Rushworth et Dreaper quand il a été déplacé de Hawick en 1961 .
C'est un bâtiment classé de catégorie A .